# Scusa se è poco
Pour plus de détails, voir Fiche technique et Distribution.
Scusa se è poco est un film italien réalisé par Marco Vicario, sorti en 1982.

## Fiche technique
- Titre : Scusa se è poco
- Réalisation : Marco Vicario
- Scénario : Marco Vicario, Laura Toscano, Franco Marotta et Alessandro Parenzo (it) d'après la pièce d'Aldo De Benedetti
- Photographie : Luigi Kuveiller
- Montage : Alberto Gallitti
- Musique : Dario Farina (it) et Gian Piero Reverberi
- Pays d'origine : Italie
- Format : Couleurs
- Genre : comédie
- Date de sortie : 1982

## Distribution
- Monica Vitti : Renata Adorni / Grazia Siriani
- Ugo Tognazzi : Carlo Reani
- Diego Abatantuono : Piero
- Orazio Orlando : Tullio
- Fiorenza Marchegiani : Isabella
- Nanda Primavera : Giovanna
- Loredana Martinez (it) : Gertrude
- Enzo Robutti : Ferrini
- Mario Carotenuto : le père de Tullio